# Тргова Градська
Тргова Градська (словац. Trhová Hradská) — село в окрузі Дунайська Стреда Трнавського краю Словаччини. Площа села 24,76 км². Станом на 31 грудня 2015 року в селі проживало 2170 жителів.

## Історія
Перші згадки про село датуються 1245 роком.

## Географія
Протікають Клатовський рукав і канал Ґабчіково-Топольники.

## Населення
| Рік:            | 1994. | 2004.   | 2014.   | 2024.   |
| --------------- | ----- | ------- | ------- | ------- |
| Кількість осіб: | 2060  | 2176    | 2155    | 2160    |
| Різниця:        |       | +5,63 % | -0,96 % | +0,23 % |

| Рік:            | 2023. | 2024.   |
| --------------- | ----- | ------- |
| Кількість осіб: | 2181  | 2160    |
| Різниця:        |       | -0,96 % |